# Kvarngubbe
Kvarngubbe var i senare svensk folktro ett andeväsen som höll till i kvarnar (vattenkvarnar) och antingen hjälpte mjölnaren eller motarbetade denne. Detta väsen delade drag med både Näcken och gårdstomten, då han i likhet med Näcken var en skicklig violinist, medan han i likhet med gårdstomten i det att han var väldigt stark och hjälpte sin husbonde, mjölnaren.
Han kallades också bäckahästen, vanligt i Skåne, strömkarl, vanligt i Småland, Västergötland, Värmland och Uppland, medan han längre norrut kallades forskarl, kvarngubbe eller kvarnrå. Benämningen kvarngubbe är vanligast i norra Sverige. 